# Meesterklasse schaken 2003/04
Het Meesterklasse-seizoen 2003/04 was het 8e seizoen van de Meesterklasse, de hoogste Nederlandse schaakcompetitie voor clubteams. Er werd gestreden door 10 teams om het clubkampioenschap van Nederland in een halve competitie.

## Eindstand reguliere competitie[1]
| #   | Team                 | Ra   | Mp | Bp  | 1  | 2  | 3  | 4  | 5  | 6  | 7  | 8  | 9  | 10 |
| --- | -------------------- | ---- | -- | --- | -- | -- | -- | -- | -- | -- | -- | -- | -- | -- |
| 1.  | VastNed Rotterdam    | 2400 | 15 | 57  | -- | 7  | 4  | 5  | 8½ | 8  | 5½ | 6½ | 6½ | 6  |
| 2.  | HSG                  | 2441 | 15 | 54  | 3  | -- | 5½ | 7  | 6½ | 5  | 6½ | 8  | 7  | 5½ |
| 3.  | ZZICT                | 2425 | 12 | 50  | 6  | 4½ | -- | 4½ | 5  | 6½ | 7  | 5½ | 6  | 5  |
| 4.  | ING/ESGOO            | 2352 | 12 | 46  | 5  | 3  | 5½ | -- | 6  | 2  | 6  | 6½ | 7  | 5  |
| 5.  | LSG                  | 2350 | 9  | 44  | 1½ | 3½ | 5  | 4  | -- | 7  | 4½ | 5½ | 6½ | 6½ |
| 6.  | Utrecht              | 2303 | 7  | 42  | 2  | 5  | 3½ | 8  | 3  | -- | 6  | 5  | 4½ | 5  |
| 7.  | Zukertort Amstelveen | 2326 | 6  | 41½ | 4½ | 3½ | 3  | 4  | 5½ | 4  | -- | 6½ | 4½ | 6  |
| 8.  | BIS                  | 2341 | 5  | 37½ | 3½ | 2  | 4½ | 3½ | 4½ | 5  | 3½ | -- | 5½ | 5½ |
| 9.  | SMB                  | 2286 | 5  | 37½ | 3½ | 3  | 4  | 3  | 3½ | 5½ | 5½ | 4½ | -- | 5  |
| 10. | HWP Sas van Gent     | 2265 | 4  | 40½ | 4  | 4½ | 5  | 5  | 3½ | 5  | 4  | 4½ | 5  | -- |

## Beste individuele scores[1]
| #   | Naam                 | Team              | W  | N | Ro   | Tpr  | ΔR   |
| --- | -------------------- | ----------------- | -- | - | ---- | ---- | ---- |
| 1.  | Jan Smeets           | HSG               | 7½ | 9 | 2420 | 2655 | +235 |
| 2.  | Bruno Carlier        | VastNed Rotterdam | 7  | 9 | 2399 | 2500 | +101 |
| 3.  | Joost Hoogendoorn    | ZZICT             | 6  | 8 | 2342 | 2474 | +132 |
| 4.  | Luc Winants          | VastNed Rotterdam | 6  | 8 | 2490 | 2578 | +88  |
| 5.  | Frank Kroeze         | ING/ESGOO         | 6  | 9 | 2396 | 2453 | +57  |
| 6.  | Daniel Hausrath      | ING/ESGOO         | 6  | 9 | 2482 | 2540 | +58  |
| 7.  | Daniël Stellwagen    | HSG               | 6  | 9 | 2460 | 2465 | +5   |
| 8.  | Cemil Gulbas         | VastNed Rotterdam | 5½ | 6 |      | 2654 |      |
| 9.  | Frans Cuijpers       | ZZICT             | 5½ | 8 | 2483 | 2489 | +6   |
| 10. | Martijn Dambacher    | Utrecht           | 5½ | 9 | 2387 | 2496 | +109 |
| 11. | Mark van der Werf    | LSG               | 5½ | 9 | 2399 | 2457 | +58  |
| 12. | Sipke Ernst          | BIS               | 5½ | 9 | 2450 | 2510 | +60  |
| 13. | Ruud Janssen         | Utrecht           | 5½ | 9 | 2480 | 2481 | +1   |
| 14. | Alexandr Kabatianski | BIS               | 5½ | 9 | 2437 | 2423 | -14  |
| 15. | Erwin l'Ami          | HSG               | 5½ | 9 | 2441 | 2388 | -53  |
| 16. | Dennis de Vreugt     | HSG               | 5½ | 9 | 2459 | 2403 | -56  |

Eerste klasse

1920/21 · 1921/22 · 1922/23 · 1923/24 · 1924/25 · 1925/26 · 1926/27 · 1927/28 · 1928/29 · 1929/30 · 1930/31 · 1931/32 · 1932/33 · 1933/34 · 1934/35 · 1935/36 · 1936/37 · 1937/38 · 1938/39 · 1939/40 · 1940/41 · 1941/42
Hoofdklasse

1942/43 · 1943/44 · 1944/45 · 1945/46 · 1946/47 · 1947/48 · 
1948/49 · 1949/50 · 1950/51 · 1951/52 · 1952/53 · 1953/54 · 1954/55 · 1955/56 · 1956/57 · 1957/58 · 1958/59 · 1959/60 · 1960/61 · 1961/62 · 1962/63 · 1963/64 · 1964/65 · 1965/66 · 1966/67 · 1967/68 · 1968/69 · 1969/70 · 1970/71 · 1971/72 · 1972/73 · 1973/74 · 1974/75 · 1975/76 · 1976/77 · 1977/78 · 1978/79 · 1979/80 · 1980/81 · 1981/82 · 1982/83 · 1983/84 · 1984/85 · 1985/86 · 1986/87 · 1987/88 · 1988/89 · 1990/91 · 1991/92 · 1992/93 · 1993/94 · 1994/95 · 1995/96
Meesterklasse

1996/97 · 1997/98 · 1998/99 · 1999/00 · 2000/01 · 2001/02 · 2002/03 · 2003/04 · 2004/05 · 2005/06 · 2006/07 · 2007/08 · 2008/09 · 2009/10 · 2010/11 · 2011/12 · 2012/13 · 2013/14 · 2014/15 · 2015/16 · 2016/17 · 2017/18· 2018/19 · 2019/20 · 2020/21 · 2021/22 · 2022/23 · 2023/24 · 2024/25